# 1003 w polityce

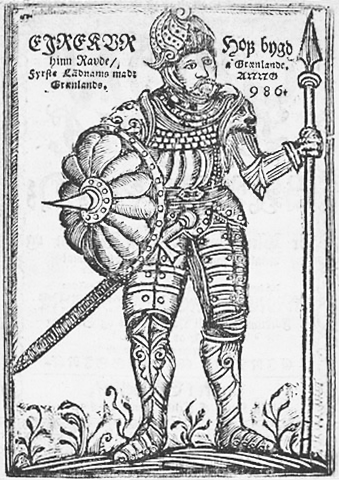
Eryk Rudy

Wydarzenia polityczne w 1003 roku.

## Wydarzenia
- Bolesław I Chrobry przejmuje rządy w Czechach i na Morawach[1].
- Swen Widłobrody po raz pierwszy najeżdża Anglię[2].
- 25 grudnia Giovanni Fasano zostaje papieżem[3].

## Urodzili się
- Herleva, matka Wilhelma Zdobywcy[4] (data niepewna).

## Zmarli
- 6 grudnia Jan XVII, papież[5].
- Eryk Rudy[6], norweski odkrywca i kolonizator[7] (data niepewna).